# Nazim al-Qudsi

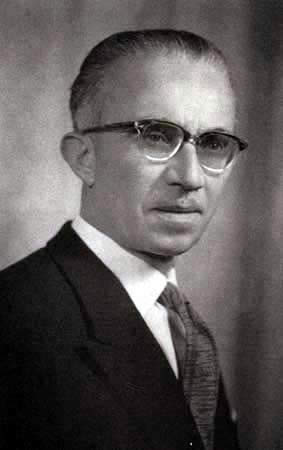
Nazim al-Qudsi

Nazim al-Qudsi (arabisch ناظم القدسي, DMG Nāẓim al-Qudsī; * 14. Februar 1906 in Aleppo; † 6. Februar 1998 in Amman, Jordanien) war ein syrischer Politiker. Er war Staatschef von Dezember 1961 bis zum März 1963.

## Leben
Al-Qudsi wurde in eine sunnitische Familie im damals noch zum Osmanischen Reich gehörenden Aleppo geboren.
Al-Qudsi begann sein Hochschulstudium in Jura an der Universität Damaskus. Nach seinem Grundstudium wechselte er an die Amerikanische Universität Beirut, wo er seinen Master abschloss. Seine Promotion in den Rechtswissenschaften erwarb er an der Universität Genf. 1935 kehrte al-Qudsi nach Syrien zurück und engagierte sich dort politisch für den Nationalen Block, der die syrische Unabhängigkeit auf diplomatischem Wege erreichen wollte. 1936 zog er für die Partei ins Parlament ein. 1939 trat er jedoch aus der Partei aus, nachdem diese die Annexion des Sandschaks von Alexandretta durch die Türkei nicht verhindern konnte. 1943 zog er als Unabhängiger erneut ins Parlament ein. Im März 1945 wurde al-Qudsi von der Regierung von Schukri al-Quwatli mit dem Aufbau der syrischen Botschaft in den USA betraut.
1946 war al-Qudsi am Aufbau der Volkspartei beteiligt. Diese vorwiegend von allepinischen Notablen finanzierte Partei propagierte demokratische Regierungsformen und eine außenpolitische Orientierung an Europa und den USA. 1949 wurde er für die Partei erneut ins Parlament gewählt. Nachdem Schukri al-Quwatli durch den Putsch des Generalstaatschefs Husni az-Za'im zu Fall gebracht worden war, trugen die Putschisten al-Qudsi die Regierung an. Dieser lehnte jedoch mit Hinweis auf die mangelnde Legitimität der Regierung ab. Er wurde daraufhin kurz inhaftiert, unter Hausarrest gestellt und seine Partei verboten. Nach dem Putsch gegen Zaim durch General Sami al-Hinnaui im August 1949 wurde al-Qudsi Außenminister, ebenso ging das Innenministerium an seine Partei. Die Bildung eines Kabinetts mit al-Qudsi als Ministerpräsident scheiterte am Veto des Militärs im September 1949. Nachdem General Fawzi Selu als Vertreter der Militärs das Verteidigungsministerium zugesprochen bekommen hatte, wurde im Juni 1950 ein Kabinett unter al-Qudsis Führung gegründet. Al-Qudsi trat nach zehn Monaten zurück und wurde im Oktober 1951 zum Parlamentspräsidenten gewählt. Im November 1951 übernahm Adib asch-Schischakli wiederum durch einen Militärputsch die Macht. Al-Qudsi wurde mit anderen Vertretern seiner Partei inhaftiert. Er selbst wurde im Januar 1951 freigelassen, aber unter Hausarrest gestellt.
Nachdem asch-Schischakli selbst einem erneuten Coup zum Opfer gefallen war, zog al-Qudsi erneut ins Parlament ein und wurde im Oktober 1954 abermals zum Parlamentspräsidenten gewählt. Al-Qudsi versuchte weiter eine Westbindung seines Landes durch den Bagdadpakt voranzutreiben, scheiterte aber am politischen Zeitgeist, der eine Vereinigung mit dem nasseristischen Ägypten bevorzugte. Nach der Vereinigung Ägyptens und Syriens in der Vereinigten Arabischen Republik zog sich al-Qudsi aus dem politischen Leben zurück.
Nachdem Syrien sich von der VAR unabhängig erklärt hatte, wurde al-Qudsi am 12. Dezember 1961 zum Staatspräsidenten Syriens gewählt. Er wirkte dabei durch Berufung der Premierminister maßgeblich an der Regierungsführung mit. Al-Qudsi versuchte den politischen Einfluss des Militärs zurückzudrängen. Während seiner Regierungszeit machte er die Verstaatlichung des Bankensektors sowie Landbesitzreformen rückgängig. Im Herbst 1962 legte seine Regierung einen Plan zur Arabisierung der Grenzregion zur Türkei vor. Ebenso entzog er 120.000 auf syrischem Staatsgebiet lebenden Kurden die Staatsbürgerschaft.
Nach dem Baath-Putsch im März 1963 wurde al-Qudsi auf Lebenszeit aus Syrien verbannt. Sein Exil verbrachte er in Europa, dem Libanon und Jordanien, wo er 1998 verstarb.